# La nave Argón
La nave Argón «es una escultopintura geometrizante, casi barroca» del pintor y escultor español Guillermo Silveira (1922-1987). Está realizada a base de técnicas mixtas sobre aglomerado de madera, a las que se incorporan una serie de «materiales diversos» que prestan a la pieza un carácter tridimensional y sus medidas son de 182 x 400 cm. Firmada y fechada «G. SilveiraGG / 1981» en el ángulo inferior izquierdo.
Fue presentada en el salón de actos de la antigua Escuela de Reactores (actual «Ala 23») de la Base Aérea de Talavera la Real el miércoles 9 de diciembre (dentro de los actos programados con motivo de la festividad de la Virgen de Loreto) de 1981. El artista —consciente de que podía ser tomada «como si fuera una fantasía de Julio Verne o un precioso cuento de Andersen»— declaró haber buscado «la permanencia indestructible de lo más elevado del Ser Humano. Así de sencillo, porque el Arte tiene el don de mover los mundos».

## Pequeña historia de una pintura mural

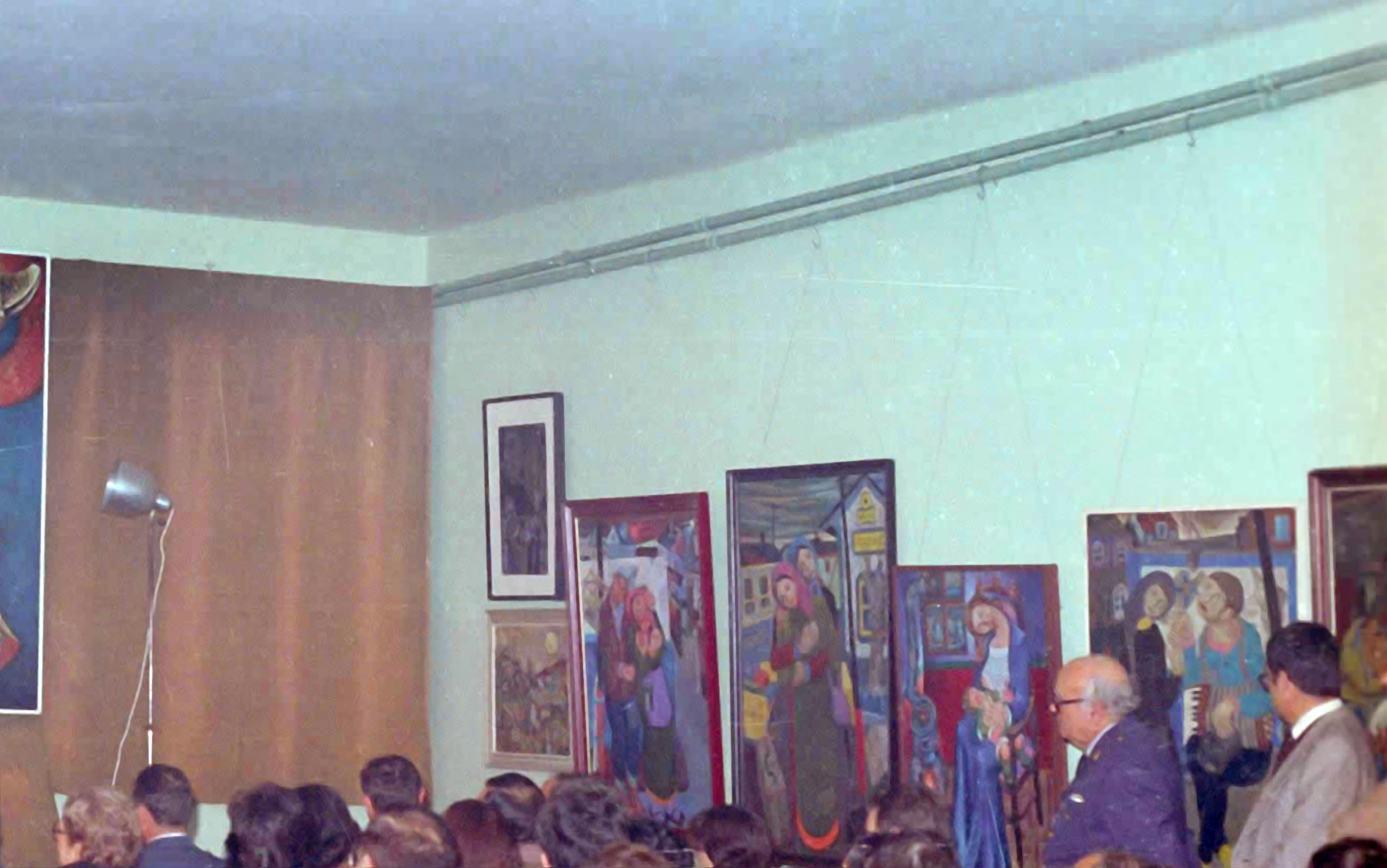
Momento de la presentación de la obra llevada a cabo el miércoles 9 de diciembre de 1981.

Junto a la pieza de referencia se mostraron también «algunas de las obras más representativas de Silveira»: las tituladas Torero (escultopintura), los óleos sobre distintos soportes Rocas y pastos, Niños olvidados, El adiós o La despedida (2.ª vers.), Frustración, En una esquina cualquiera.
Después de agradecer especialmente las palabras del teniente del Ejército del Aire y escritor Evaristo López de la Viesca y el académico correspondiente y crítico de arte del diario Hoy Antonio Zoido, el artista leyó durante el acto inaugural varias cuartillas mecanografiadas a manera de Pequeña historia de una pintura mural precedida de un «pórtico» sobre La razón de lo posible en la que tras concretar que empezó «un día de principios de [1981]» se preguntó:

La pequeña Historia de esta pintura comienza un día de principios de año cuando ya el Sol rozaba la Meridiana. Bajando del Palomar (así llamo cariñosamente al Observatorio) me encontré con Gonzalo Gómez Bayo, nuestro Coronel Jefe, que me preguntó: ¿Cuándo hacemos el Mural?

[…]
¿Lleva camino el Ser Humano de convertirse en un Robot viviente, con solo un voluminoso cerebro, unas ruedas o mecanismos para su transporte y mandos electrónicos para sus necesidades vegetativas?

Si esto es [así], y no deseo aludir a ningún maravilloso adelanto de la Ciencia, ¿sería posible que se produjera la transformación que pudiera reducir al Ser Humano a la condición de máquina obediente a una caja electrónica y en definitiva a la Nada?

Plásticamente clasificó la pintura dentro del llamado «arte pobre» (del it. arte povera), «no por su valor pictórico sino por los elementos materiales humildes, buscados y encontrados, que integran la obra».
Concluyó aprovechando la presencia de las autoridades civiles y del director de la Escuela de Artes y Oficios Adelardo Covarsí Ildefonso Sánchez Redondo para agradecerles como artista y profesor la labor y el esfuerzo que venían realizando en favor del arte y la cultura de Extremadura «pues ellos saben que perder un solo artista es perder parte de la vida de un PUEBLO».

### Hemerografía
- REDACCIÓN (12 dic. 1981). «Presentado un mural de Silveira para la Escuela de Reactores». Hoy (Badajoz): 18.
- REDACCIÓN (mar. 1982). «En la Escuela de Reactores». Revista de Aeronáutica y Astronáutica. Noticiario (Madrid: Ejército del Aire) (495): 238. DL M 5416-1960.

- Datos: Q56701846